# Martin Fettman
Martin Joseph Fettman (Brooklyn, 31 dicembre 1956) è un astronauta e medico statunitense.
Ha partecipato alla missione STS-58 dello Space Shuttle come specialista di carico della Colorado State University.